# Таиров, Михаил Алексеевич
Михаил Алексеевич Таиров 
(21 ноября 1906, Тверская губерния — 5 августа 2003, Санкт-Петербург) — советский хозяйственный, государственный и политический деятель.

## Биография
Родился в 1906 году. По одним сведениям, местом рождения Таирова является деревня Городок Бежецкого уезда (ныне района), по другим — деревня Гора (но деревень с таким названием в Тверской губернии (области) четыре). Член КПСС.
С 1929 года — на хозяйственной, общественной и политической работе. В 1929—1973 гг. — агроном, техник сельского хозяйства, оргганизатор сельскохозяйственного производства в Ленинградской области, старший агроном Лужского райземотдела, старший референт при президиуме и председателе облисполкома Ленинградской области, начальник Ленинградского областного управления сельского хозяйства, уполномоченный Военного совета Ленинградского фронта по воздушным перевозкам, арестован по Ленинградскому делу, репрессирован, освобожден, начальник управления мелиорации, начальник треста овощекартофелеводческих совхозов, первый заместитель председателя Ленинградского областного совета, заместитель председателя президиума отделения ВАСХНИЛ по нечернозёмной зоне РСФСР.
Избирался депутатом Верховного Совета РСФСР 7-го созыва. Делегат XXII и XXIV съездов КПСС.
Умер в Санкт-Петербурге в 2003 году.
Трое детей. Старший сын — Юрий Михайлович Таиров, специалист в области физики и технологии широкозонных полупроводников и электронных приборов. Дочь Галина — преподаватель Ленинградского сельскохозяйственного института, сын Сергей — возглавлял отдел микроэлектронных аппаратов НПО «Позитрон».